# SNTF 541
De 541 is een vierdelig elektrisch treinstel van het type Stadler FLIRT, met lagevloerdeel voor het regionaal personenvervoer van de Algerijns spoorwegmaatschappij Société Nationale des Transports Ferroviaires algériens (SNTF).

## Geschiedenis
De Société Nationale des Transports Ferroviaires algériens (SNTF) bestelde eind 2007 bij Stadler Rail 64 treinen en een optie van tien treinen. De Roll-Out van dit type treinstel vond in 2008 plaats in Bussnang, de vestigingsplaats van Stadler Rail. De treinen worden gebruikt voor de S-bahn van Algiers. De treinen werden met een Roll-on-roll-offschip van de Italiaanse plaats Savona naar Algiers vervoerd.

## Constructie en techniek
Het treinstel is opgebouwd uit een aluminium frame met een frontdeel van GVK. Het treinstel heeft een lagevloerdeel. Deze treinstellen kunnen tot twee stuks gecombineerd rijden. De treinstellen zijn uitgerust met luchtvering.

### Nummers
De treinen zijn voorzien van de volgende UIC nummers:
- 91 92 9 541 101 - 164

## Treindiensten
De treinen worden door de Société Nationale des Transports Ferroviaires algériens (SNTF) ingezet op de lijn:
- Algiers - Baba Ali / Reghaïa